# Anani Matthia
Antoine Anani Awoumakouga Matthia, né le 8 mars 1927 à Lomé et mort le 9 décembre 2008 dans la même ville, est un dirigeant sportif togolais.

## Biographie
Anani Matthia suit des études en pharmacie, de sérologie et de biochimie en France avant de devenir pharmacien en chef au Togo et inspecteur des pharmacies du pays de 1958 à 1959. Il est ensuite directeur de la Pharmacie du Bénin à Lomé.
Il est vice-président de la Fédération togolaise de football de 1960 à 1971 avant d'en devenir le président de 1972 à 1974.  Il est également membre de la Commission technique de la Confédération africaine de football de 1978 à 1988 et de son Comité exécutif de 1983 à 1988.
Membre du Comité national olympique togolais dès 1963, il en est le président de 1976 à 1995. Il devient président de la toute nouvelle Association des comités nationaux olympiques d'Afrique le 28 juin 1981 à Lomé, poste qu'il occupe jusqu'en 1989.
Il est membre du Comité international olympique (CIO) de 1983 à 2007 et membre honoraire du CIO de 2007 à 2008. Il fait l'objet d'une enquête liée au scandale de l'attribution des Jeux olympiques d'hiver de 2002 : le CIO lui adresse un avertissement ferme, sans sanction supplémentaire. 
Il reçoit la médaille d'argent de l'Ordre olympique en 2007.